# بیروته شککینیه
بیروته شککینیه (انگلیسی: Birutė Šakickienė؛ زادهٔ ۲۶ نوامبر ۱۹۶۸) قایقران روئینگ اهل لیتوانی است.